# Loculicytheretta
Loculicytheretta is een geslacht van kreeftachtigen uit de klasse van de Ostracoda (mosselkreeftjes).

## Soorten
- Loculicytheretta cavernosa (Apostolescu, Magne & Malmoustie, 1956) Oertli, 1976 †
- Loculicytheretta gortanii (Ruggieri, 1963) Oertli, 1976 †
- Loculicytheretta libyca Szczechura, 1978 †
- Loculicytheretta minuta Oertli, 1978 †
- Loculicytheretta miocaenica Szczechura, 1978 †
- Loculicytheretta morkhoveni Witte, 1986 †
- Loculicytheretta moyesi Oertli, 1978 †
- Loculicytheretta pavonia (Brady, 1866) Ruggieri, 1954
- Loculicytheretta prima Bismuth & Oertli, 1978 †
- Loculicytheretta quinqueloculita Bismuth, 1978 †
- Loculicytheretta semipunctata (Apostolescu, Magne & Malmoustie, 1956) Oertli, 1976 †
- Loculicytheretta tunetana Oertli, 1978 †